# Musa Ćazim Ćatić
 (mai 2020).
Si vous disposez d'ouvrages ou d'articles de référence ou si vous connaissez des sites web de qualité traitant du thème abordé ici, merci de compléter l'article en donnant les références utiles à sa vérifiabilité et en les liant à la section « Notes et références ».
Musa Ćazim Ćatić ([musa ʨazim ʨatiʨ], en cyrillique : Муса Ћазим Ћатић), né le 12 mars 1878 – mort le 6 avril 1915, est un poète bosniaque canonique, de la renaissance bosnienne, au tournant du XXe siècle.

## Sa vie
Musa Ćazim Ćatić, né en 1878 et mort en 1915, est un poète canonique bosnien. Il appartient à ce que l’on appelle la renaissance bosnienne : un groupe d’auteurs du début du XXe siècle, s’exprimant en serbo-croate teinté de turcismes, qui jetèrent les bases de l’identité bosniaque.
Natif du nord de la Bosnie, à Odžak — alors territoire ottoman — il apprend le métier de barbier et suit des cours de turc, arabe et persan à la madrasa de Tešanj. En 1898, il séjourne à Istanbul où il rencontre d’autres poètes bosniens ou turcs. L'année suivante il rentre en Bosnie pour effectuer son service militaire de trois ans dans l'armée austro-hongroise (la partie du territoire bosnien dont il est originaire étant passé aux mains austro-hongroises), d'abord à Tuzla puis à Budapest. À la fin de son service, il retourne à Istanbul pour y suivre les cours de la madrasa Numune-i Terakki Mektebi avant d'entrer au lycée. Cependant, en mal d'argent, il retourne en Bosnie en 1904 et s’inscrit à l'école islamique de Sarajevo, de l’internat de laquelle il sera exclu pour « mode de vie bohémien ». Durant ces années sarajeviennes, M. Ć. Ćatić écrit pour de nombreux journaux, notamment Bošnjak [Le Bosniaque], Behar [Le Printemps]— dont il sera rédacteur en chef en 1908 — et divers journaux croates. Une fois diplômé, il part vivre à Zagreb où il s'inscrit à la faculté de Droit, il rencontre alors les poètes croates Antun Gustav Matoš et Tin Ujević.
En 1910, M. Ć. Ćatić retourne en Bosnie et travaille dans diverses villes : Bijeljina, Tešanj, Sarajevo, avant de prendre la direction du magazine Perle (Biser) à Mostar. Il se consacre alors pleinement à la l'écriture de poèmes, d'essais, de critiques, de traductions pour la Bibliothèque Musulmane de Muhamed Bekir Kalajdžić.
Mais la paix est de courte durée et M. Ć. Ćatić est mobilisé en 1914, il se rend, alors, en Autriche-Hongrie. Contractant la tuberculose peu après son arrivée, il est renvoyé à Tešanj à la fin mars 1915. Il y meurt le 6 avril de la même année. Il y est enterré, sous l'épitaphe « Ovdje leži pjesnik odličnoga dara, koji nije tražio časti ni šićara, već boemski živio i čuvenstveno pjevo, dok ga smrt ne doprati do ovog mezara. » [Ici repose un poète de grand talent qui ne chercha ni les honneurs, ni le profit, mais vécu de manière bohème et chanta sans égal, jusqu'à ce que la mort l'escorte à cette tombe.]

## Œuvre
Il n'aura publié qu'un seul ouvrage de son vivant : "Pjesme od godine 1900.-1908." (Poésie des années 1900-1908) édité à Mostar en 1914.
L'intégralité de son œuvre est réunie en deux volumes : Izvorna poezija (poésie originale) et izvorna i prevedena proza (prose originale et traduite).
Son œuvre poétique se compose — à quelques exceptions près — de sonnets et de chants épiques plus longs, composés en quatrains. L’auteur y chante divers thèmes, développés ci-dessous.
La poésie de M. Ć. Ćatić chante la vie et la recherche d’un sens à l’existence dans une atmosphère entre réalité et imagination où la pensée erre librement.  
Son œuvre oscille entre deux thèmes principaux : l’érotisme et le mysticisme. Le poète est écartelé entre ses passions humaines et un amour ardent pour Dieu et sa création. Cette dialectique se retrouve également, dans la tradition soufi, dans l’œuvre du poète persan du XIVe siècle, Hafez. Cette dualité l’entraine M. Ć. Ćatić soit vers l’épicurisme, soit vers une aporie philosophique, peuplée de repentir et de douleur. Cette douleur peut être comparée au mal du siècle de Lamartine, ou au spleen baudelairien. Bien que M. Ć. Ćatić semble toujours espérer, grâce à la nature, l’amour et le souvenir, il universalise également ses sentiments en leur donnant un style symboliste. 
La femme est présentée dans toute sa sensualité, son pouvoir de séduction et de décision. Le cycle « O Ženi » [À propos des femmes] expose des portraits de grandes figures féminines comme Cléopâtre, Jeanne d’Arc, la Reine de Sabbat, George Sand… dépeintes dans toute leur complexité de pionnière, combattante, séductrice… On retrouve, dans l’ensemble de l’œuvre une note orientaliste, le poète se présentant esclave des charmes féminins, admiratif de leurs divers potentiels.
L’amour est pour M. Ć. Ćatić une force mystérieuse, se situant à la fois dans le sang et l’ensemble des choses terrestres. Cette puissance permet d’accéder au bonheur et au rêve dans un moment de conscience infini et de communion avec le divin. Mais ce moment est de courte durée et l’auteur retombe ensuite dans une certaine souffrance et mélancolie.
D’autres thèmes découlent de ceux-ci : la nature et ses paysages, la mémoire, le souvenir, la tromperie, le mensonge et diverses chimères. Il dépeint en général une vie se déroulant dans une dimension secondaire, proche de l’au-delà ou du divin, une réalité qui plane au-dessus de la réalité terrestre tout en lui étant profondément liée. Celle-ci imprègne les choses et les humains d’une lumière et d’une émotion universelle. Ainsi, dans un long poème, « Herceg Bosnie », une ode à l’Herzégovine, la figure maternelle, la mémoire et la mélancolie se mêlent au paysage sublimé.  

## Diffusion, postérité et popularité
À l’heure actuelle, il n’existe aucune traduction d’ouvrage intégral de M. Ć. Ćatić. Quelques poèmes apparaissent dans L’ombre du chasseur qui rassemble des auteurs de la renaissance bosnienne. Publié en 2001 par Kolja, Luka et Raška Mićević en très faible tirage, il est pratiquement introuvable.
M. Ć. Ćatić est un des pionniers de la poésie moderne de Bosnie. Il a ouvert une expression de langue serbo-croate émaillée de truisme — et ainsi défini ce qui est aujourd’hui le bosniaque — dans un contexte où les langues de lettres et de poésie étaient, par excellence, le turc et le persan. Il est reconnu, à l’instar de Safvet-beg Bašagić, comme fondateur de l’identité bosniaque — musulmane de Bosnie. M. Ć. Ćatić est une figure populaire de Bosnie-Herzégovine, son portrait orne les billets de cinquante mark convertibles de Bosnie-Herzégovine (Voir le billet ici) et de nombreux établissements scolaires portent son nom.
En incorporant des motifs musulmans et orientaux à une œuvre européenne, il influence la littérature yougoslave, qui naîtra peu de temps après sa mort, en 1918. Pour les mêmes raisons, il est un symbole de la Bosnie d’hier — et d’aujourd’hui — dans cette double culture, ce lieu de passage entre orient et occident.

## Sources
- Ferid Karihman, Hrvatsko-bošnjačke teme, Hrvatska sveučilišna naklada, Zagreb, 1996.,  (ISBN 953-169-063-4)
- Dubravko Jelčić, Povijest hrvatske književnosti, Naklada Pavičić, Zagreb, 2004., 2. znat. proš. izd.,  (ISBN 953-6308-56-8), str. 329.
- critique, biographie et extrait (en bosniaque)
- article du Bošnjaci Magazin (en bosniaque)
- une grande partie des écrits de Ćatić (en bosniaque)